# تجهیزات هواشناسی فشرده (ایستگاه هواشناسی فشرده)
ایستگاه های هواشناسی به محوطه هایی گفته می شود که دستگاه ها و تجهیزات اندازه گیری پارامترهای آب و هواشناسی در آن مستقر هستند و تجهیزات هواشناسی فشرده، یکی از به روزترین و پیشرفته ترین تجهیزات هواشناسی ست که به صورت دستگاهی یکپارچه و واحد، اغلب سنسور هایی که در یک ایستگاه آب و هواشناسی قرار دارند را در خود جای می دهد و پارامترهای زیر را اندازه گیری می کند: دما و رطوبت هوا، فشار هوا، بارش، سرعت باد، جهت باد، رطوبت خاک، تشعشع نور خورشید، تبخیر سطحی آب.
این نوع ایستگاه هواشناسی در فضاهای باز قابل استفاده بوده و در برنامه ها و پروژه های شهر هوشمند، شبکه برق، نیروگاه‌ها، ایستگاه‌های هواشناسی جاده‌ها، فرودگاه ها، آب و هواشناسی و کشاورزی هوشمند کاربرد دارد و عملکرد مناسب و با دقت کافی را از خود نشان می دهد.

## اجزای تشکیل دهنده تجهیزات هواشناسی فشرده

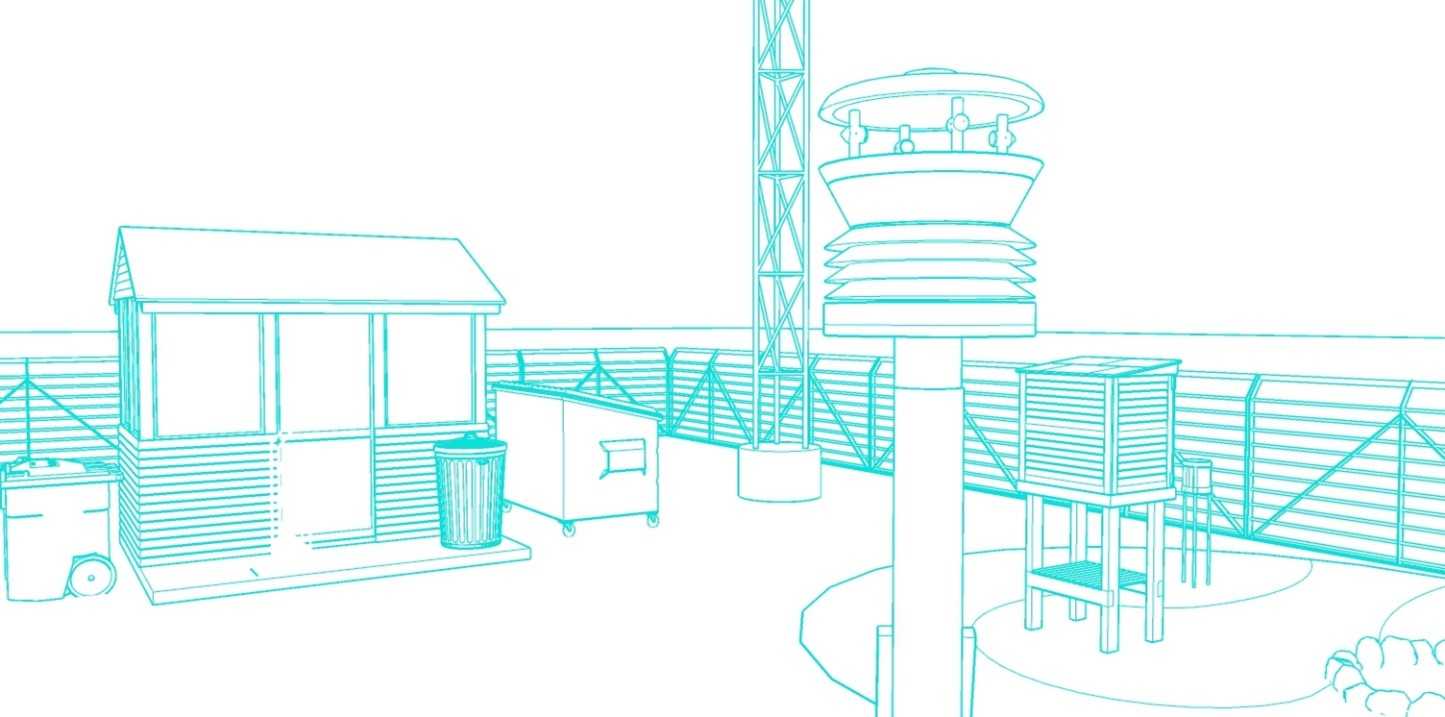
ایستگاه هواشناسی فشرده

تجهیزات هواشناسی فشرده عموما از چندین بخش تشکیل شده است یکی از اجزا که در تمامی انواع آن مشترک بوده سنسور تشخیص و اندازه گیری میزان رطوبت، دما و فشار هوا است که به شکل پره های مورب ساخته شده اند. بخش دیگر در این گونه دستگاه ها را سنسورهایی جهت تشخیص سرعت و جهت باد تشکیل می دهد و در نهایت می توان به تشعشع سنج و باران سنج اشاره کرد که عموما در بالاترین قسمت دستگاه قرار می‌گیرد. علاوه بر سنسورها و گیرنده هایی که روی دستگاه تعبیه شده است این دستگاه قادر است با اتصال سنسورهایی به صورت جانبی، تعدادی دیگر از پارامترهای آب و هواشناسی را نیز تشخیص و میزان آن را اندازه گیری کند.
از جمله ویژگی های ایستگاه هواشناسی فشرده قابلیت انعطاف پذیری در برخورداری از سنسورهای تشخیص‌دهنده و اندازه گیری‌کننده پارامترهای آب و هواشناسی ست. به طوری که با توجه به پروژه و مکانی که این ایستگاه برای آن کاربرد دارد ماژول های اندازه گیری قابلیت حذف و یا اضافه شدن به دستگاه را دارند.

## محل قرار گیری تجهیزات هواشناسی فشرده
محل قرار گیری و نصب دستگاه در ایستگاه های آب و هواشناسی از نظر ارتفاعی و فاصله‌ای باید به گونه‌ای باشد که موانع اطراف آن بر روی جریانات هوا تاثیر نگذارند و اطلاعات به درستی دریافت و مخابره شود. به طوری که از فاصله دستگاه از موانع اطراف خود برابر و یا بیشتر از 10 برابر ارتفاع آن ها باشد.